# Cornale e Bastida
Cornale e Bastida är en kommun i provinsen Pavia i regionen Lombardiet i Italien. Kommunen hade 848 invånare (2018).
Kommunen Cornale e Bastida bildades den 4 februari 2014 genom en sammanslagning av de tidigare kommunerna Bastida de' Dossi och Cornale.